# Хонкала, Лео
Лео Ильмо Хонкала (фин. Leo Ilmo Honkala; 8 января 1933, Оулу, Финляндия — 17 мая 2015, Укселёсунд, Швеция) — финский борец греко-римского стиля, призёр Олимпийских игр.

## Спортивная карьера
Представлял спортивные клубы Oulun Pyrintö из Оулу, а с 1954 г. — Tampereen Poliisi-Urheilijat из Тампере.
В 1952 году в 19-летнем возрасте завоевал бронзовую медаль на Олимпийских играх в Хельсинки. При этом его победа в квалификации над немцем Генрихом Вебером по очкам была расценка многими экспертами как «подарок» хозяевам Игр со стороны международного союза спортивной борьбы. В 1953 году он повредил плечо. В 1956 году, выиграв чемпионат Финляндии, спортсмен повредил плечо вновь, притом настолько серьёзно, что был вынужден уйти из спорта.
После завершения спортивной карьеры работал полицейским, а в конце 1960-х эмигрировал в Швецию. С 1974 года он начал тренировать шведскую сборную, и в 1980—1985 годах был главным тренером шведской национальной сборной по борьбе. Среди его воспитанников был известный борец, призёр олимпийских игр и трёхкратный чемпион мира Франк Андерссон.
В Швеции уже в преклонном возрасте бывший борец начал заниматься пауэрлифтингом. Выступая с 1980 года за клуб AK Borlänge, он установил несколько национальных рекордов в разных возрастных категориях. В ноябре 2006 года на первенстве Европы в старшей возрастной категории допинг-проба 73-летнего атлета оказалась подозрительной и он был дисквалифицирован на два года.  Впоследствии он признался, что и ранее прибегал к использованию подобных препаратов.